# Старое Ахпердино (Батыревский район)
Ста́рое Ахпе́рдино (чув. Кивӗ Ахпӳрт) — деревня в Батыревском районе Чувашской Республики. Входит в состав Тойсинского сельского поселения.

## География
Расположена на берегу реки Була в 8 км к востоку от села Батырево, в 132 км от Чебоксар. К селу примыкают деревни Козловка и Булаково. В 1,5 км к востоку от деревни Старое Ахпердино расположено село Тойси, в 9 км к югу — деревня Татарские Сугуты. Через село проходит автодорога Батырево — Яльчики. Территорию деревни пересекают сезонно пересыхающие реки Байбарус и Пучивар, являющиеся правыми притоками реки Булы.

## Этимология
По одной из версий, название населённого пункта происходит от слов от тат. ак «белый» и чув. пӳрт «изба». Русское название появилось как искажённое произношение чувашского.
Выдающийся тюрколог и алтаист, доктор филологических наук, профессор М. Р. Федотов объяснял происхождение названия селения следующим образом:

Первый слог чувашского ойконима ах восходит к древнетюркскому слову ак, которое, в свою очередь, является арабским хак со значением «истина, Бог». Вторая часть -пӳрт представляет собою продукт народной этимологии, возникший благодаря переосмыслению древнетюркского глагола бэрди (от корня бэр = «давать») в прошедшем времени. Таким образом, чувашский ойконим Ахпӳрт соответствует древнетюркскому Ахбэрди, что в семантическом отношении соответствует древнерусскому имени Богдан (Богом дан), представляющему перевод греческого имени Theo-dot (русскоцерковное Феодот) «Богом дан». Из сказанного выходит, что для выяснения этимологии ойконима Ахпӳрт решающее значение имеет его русский вариант Ахпердино, который, по всей логике, восходит к собственному имени какого-то татарского феодала эпохи Казанского ханства.
— Федотов М. Р., НЕУМЕСТНЫЕ СПОРЫ О ПЕРЕИМЕНОВАНИИ
Только надо иметь в виду, что носитель указанного антропонима мог являться, в этническом плане, не обязательно татаром, что подтверждается исследованиями и самого М. Р. Федотова, и других учёных.

## История
Юго-восточная часть Чувашии, включая Батыревский район, где ныне располагается деревня, была обитаема с глубокой древности. Археолог и историк В. Д. Димитриев считал, что земледельческая культура в этой, чернозёмной части республики зародилась значительно раньше, чем в северных районах Чувашии. Это подтверждается и результатами многочисленных археологических раскопок, в том числе проведённых недалеко от места расположения деревни Старое Ахпердино (например, раскопки недалеко от древнего могильного памятника «Чул юпа» [рус. Каменный столб]) с надписями на арабице, с итогами которых можно ознакомиться в трудах В. Ф. Каховского). В IX—XIII веках эта местность входила в состав основной территории Булгарского государства. Уже во времена монголо-татарского завоевания Волжской Булгарии население этих земель стало активно перемещаться в более спокойные северные лесные районы, но массовым это явление стало лишь в конце XIV века, после походов Булат-Тимура и Тамерлана на южные части прежней Булгарии, сочетаемых с набегами русских князей. В исследованиях Н. И. Егорова, К. Е. Лекарева и других авторов говорится о том, что городище, существовавшее на месте нынешнего села Новое Ахпердино, сгорело во время сражения 1361 года. Вероятно, от монголо-татарского же периода осталась широкая дорога, пролегающая из деревни Татарские Сугуты в Старое Ахпердино через поле и поныне называющаяся местными жителями «прогоном» (по мнению исследователей-краеведов А. Н. Салмина и А. А. Павловой, по этой дороге ногайцы прогоняли свои стада).
Массовое покидание этих земель подтверждается археологическими данными, свидетельствующими о том, что намогильные памятники и городища, найденные в этой местности, хронологически не переходят за XIV век. В. Д. Димитриев предполагает, что уехавшими отсюда крестьянами даже в период запустения эти земли применялись для пашни «наездом» (существование такой практики засвидетельствовано Писцовыми книгами Свияжского уезда 1565—1567 годов). Но тем не менее в период правления Ивана Грозного в состав Русского царства они вошли как безлюдное «Дикое поле». А. М. Курбский, в 1552 году двигавшийся в составе русского войска и в 19-й день своего похода устроивший стан на реке Була, указывает, что от Суры «шли есмя с войском 8 дней полями дикими и дубравами, негде же и лесами; а сёл со живущими зело мало, понеже у них сёла при великих крепостях ставлены и незримы, аще и по близку ходящим». «Такое положение, то есть дикие поля и исключительная малочисленность селений, поставленных в укрытых и укреплённых местах, было характерно лишь для юго-восточной Чувашии», — отмечает В. Д. Димитриев.
Обратное заселение пустующих земель ясачными людьми началось во второй половине XVI — начала XVII века, чему способствовали и государственные указы тех времён (царское правительство было заинтересовано в увеличении ясачных доходов), и строительство Кубнинской и Карлинской засечных черт, обеспечивших защиту территории от нападений ногайцев, астраханцев, крымцев и других кочевых народов. К тому же, причиной переселения служил тот факт, что в северных районах, ввиду интенсивного в XIII—XIV веках притока населения, создалась, по-видимому, значительная земельная теснота, которая имела тенденцию к росту в связи с переходом пригородных и приречных земель Чувашии в руки русских светских и духовных феодалов.
Деревня Старое Ахпердино (чув. Кивĕ Ахпÿрт) основана в 1-й половине XVII века (в 1634 году) выходцами из деревни Старое Ахпердино Сюрбеевской волости Цивильского уезда (сейчас расположена в 45 км к северу, в Канашском районе), которые, согласно архивным данным, «получили большой участок „пустовой земли“ на реке Була на ногаевском перевозе». В. Д. Дмитриев в своём труде «К вопросу о заселении юго-восточной и южной частей Чувашии» пишет о деревне Старое Ахпердино следующее: «В 1634 году на Большую Булу переселились 12 семей. В их числе были старец Еливан, Ахмача, Салма со своими сыновьями Захаром и Макаром, Селендей, Кудря и другие чуваши. Позже к ним присоединился Сеприхав со своей роднёй. В Ахпердино приезжали селиться переселенцы не только из Канашского района. Как видно из исторических документов, приезжали и чуваши из-под Казани». Вот, к примеру, в 1645 году из волости Красный Яр Галицкой «даруги» Казанского уезда переселился Матачка Манкеев. В том же году казанский воевода наделяет Манкеева землёй на Буле, с разрешением «жить там, пашни пахать и сено косить», с условием платить половину ясака. Он же повелевает ему взять с собой на новое место свою родню и друзей. Через год на Булу переселились ещё 5 хозяйств: 2 из них из-под Казани, 3 хозяйства — из деревни Ахпердино с Аниша.
В свою очередь, переселенцами с нынешней территории деревни образованы другие селения: житель тогдашнего Аниш-Ахпердина Матак Манкеев в 1650 году переселился на реку Пасна и основал там селение Матаки (ныне Дрожжановский район Татарстана). Жители деревни Базарный Матак, Верхние Матаки, Старые Матаки и Ганькин Матак также являются дальними родственниками чувашей из Ахпердино.
Большинство жителей деревни до 1724 года являлись ясачными людьми, до 1835 года — государственными крестьянами, до 1863 — удельными; занимались земледелием, животноводством, пчеловодством, бакалейной торговлей, домашним ремеслом и отхожими промыслами.
В 1740—1763 годах в деревне Старое Ахпердино функционировал винокуренный завод свияжского купца. Во второй четверти XVIII века действовал один из сельских «торжков» (базаров) Симбирского уезда, которые были упомянуты в рамках этнографических изысканий В. Н. Татищева.
Население деревни, как и жители близлежащих деревень, было насильно крещено в июне 1742 года. Из Симбирска был присланы поп, дьяк и переводчик, а вместе с ними — около 10 солдат, которые согнали население в реку Булу на проведение таинства. Некоторая часть населения добровольно согласилась на крещение в обмен на привилегии от государства и денежное вознаграждение в размере полутора рублей. С этого момента в раз месяц из губернского города приезжал проводить службы священник, а задачей сельского старосты и местных «активистов» было сгонять туда людей. Однако, 28 сентября 1747 года на очередной службе поп обязал население поклясться, что они не будут требовать от правительства ничего, что им было обещано.
Некоторые некрещёные чуваши деревни несмотря на все притеснения (им даже было запрещено хоронить умерших на территории кладбища вместе со всеми) сохраняли верность традиционным верованиям чуваш и отказывались носить русские имена. Так, к примеру, в 1855 году в деревне Старое Ахпердино официально зафиксировано 6 язычников: Хусеин Реммов и его жена Илпенес Ахипова, их дети Салантей, Сепрел, Сеприхан, Тяган (для сравнения в деревне Кошки-Куликеево таковых было 20 человек, в деревне Янтиково — 22 человека).
В 1749 году деревня вошла в приход церкви в деревне Сугуты. Ввиду того, что христианизация в этой местности шла очень медленно и к началу 19 века большинство даже формально крещённых сохраняло приверженность собственным верованиям и продолжало совершало обряды при Киреметях, было принято решение увеличить количество церквей — в том числе и в селе Тойси. Там на месте старой Киремети решили возвести деревянную церковь с кирпичным основанием, дом для священника и училище. Строительство было завершено в 1840 году. С этого момента и далее жители Старого Ахпердина были при приходе тойсинской церкви, а 16 декабря 1840 года первые ученики из деревни начали обучение в училище соседнего села. С момента начала служб в тойсинской церкви, в деревне Старое Ахпердино, как в приходской деревне были уничтожены Киремети, ахпердинцам запретили поддерживать прежние традиции, праздновать национально-религиозные праздники, начали борьбу с местными знахарями и ворожеями. Сохранился документ, в котором освидетельствован случай, когда батыревский приказной глава Трофим Кирилов проводил собрание с населением, в котором приказывал принимать православные традиции; со стороны населения выразил согласие с текстом документа сельский староста Василий Семёнов (подписать, ввиду своей неграмотности, не смог — за него это сделал волостной писарь Самойлов).
В результате реформ Екатерины Великой в 1780 году вошла в состав Батыревской волости Буинского уезда Симбирского наместничества (с 1796 года — Симбирская губерния). Первоначально селение называлось Аниш-Ахпердино. Слово «Старое» в нынешнем названии деревни появилось после переселения оттуда в конце XVII века 9 семей и образования ими по другую сторону реки Була селения Новое Ахпердино. Причиной переселения части хозяйств в другое место явился недостаток земельных угодий для постоянно растущего количества населения в Ахпердино: «от многолюдства и за умалением земли и сенных покосов отделились…и вышли жить на свою же ясашную землю».
1840—1845 — правительством учреждён план деревни с прямыми улицами и руководство для выбора места строительства; запрет на прежний «гнездовой» тип селения; утверждены планы садов и огородов.
1853—1854 (также в 1857—1859 годах) — высокая смертность из-за эпидемии холеры.
С середины XlX века в деревне начали культивировать картофель.
1891 — голодный год. Силами учащихся Симбирского кадетского корпуса беднейшие ученики тойсинского училища на протяжении двух месяцев получали бесплатное питание.
На 1896 год из 515 жителей деревни Старое Ахпердино 79 имели право голоса на сельских сходах. В 1899 году в избе жителя деревни Сиги Микула открыта двухклассная приходская школа. В школе преподавала выросшая в приюте и окончившая казанскую учительскую семинарию русская девушка Елена Никифоровна Коновалова. Каждую воскресную службу ученики пели в хоре тойсинской церкви. Елена Никифоровна быстро овладела чувашским языком. В памяти жителей деревни она осталась уважаемой всеми скромной и светлой женщиной. Она скончалась в 1912 году от болезни. С 1903 по 1914 годы вместе с ней преподавала уроженка деревни Начар Упи чувашка Елена Васильевна Никифорова.
В 1907 году староахпердинская школа получила статус начальной, на тот момент там обучалось 37 человек. Уроженец деревни — Осип Андреевич Кудрявцев — смог поступить в Симбирскую чувашскую учительскую школу, учреждённую И. Я. Яковлевым, получал земскую стипендию. После окончания школы работал учителем в деревне Новочелны-Сюрбеево, а после — священнослужителем в деревне Новое Ахпердино, где изучал традиции чувашей окрестных сёл, проводит этнографические исследования в сёлах Буинского уезда.
В 1899 году из 316 проверенных жителей деревни Старое Ахпердино 152 страдали глазными болезнями, некоторые из них был вовсе слепы. Это объясняется низким уровнем медицины, но особенно на это влияла практика топки изб «по-чёрному», когда едкий дым не удалялся из помещения полностью и это негативно сказалось на здоровье его обитателей.
По переписи, проведённой в Буинском уезде в 1910 году в деревне Старое Ахпердино (не считая выделившихся хуторян) насчитывалось 153 хозяйства, 887 человек (из них 474 — мужчины, 413 — женщины); в 46 % семьях имелся как минимум 1 грамотный человек (грамотными были 91 мужчина и 4 женщины).
Во время реформы Столыпина из деревни выделились несколько семей хуторян, образовавших хутор Малое Ахпердино несколько километров южнее материнской деревни. В 1910 году хутор состоял из 7 хозяйств, там жили 11 мужчин и 24 женщины (всего 35 человек, грамотным из них был только один мужчина). Хутор не существует с 20-х годов XX века.
Георгиевский крест первой мировой получили эти уроженцы деревни: Волков Деомид Михайлович, Кошкин Архип Матвеевич, Куданов Сергей Трофимович, Петров Василий Петрович, Фёдоров Степан Фёдорович, Филиппов Анисий Филиппович. Пыркин Константин Алексеевич в течение 3 лет был в плену в Германии, вернулся в родную деревню.
8 уроженцев деревни Старое Ахпердино участвовали в Гражданской войне.
Во время страшного голода 1921 года 18 детей из деревни Старое Ахпердино были посланы в Москву и в другие губернии, которых не коснулся голод. В соседней деревне Тойси от голода погибло 12 человек. Были организованы две общественные столовые, деятельность которых организовывали учительница Е. В. Никифорова и активист Хрисан Галкин.
В начале 1928 года 16 хозяйств деревни создали машинное товарищество «Февраль».
В феврале 1929 года 5 хозяйств в деревне были названы кулацкими. Они должны были быть высланы за пределы Чувашской АССР. В дом одного из таких хозяйств переместилась деревенская школа. 1 августа 1931 года в деревне образован колхоз РОКК (председатель — Л. К. Салмин). Уроженец деревни П. А. Кудрявцев, бывший священником в тойсинской церкви был обвинён в заговоре с кулаками и с муллой соседней деревни против образующихся колхозов и был выслан в Сибирь, в концлагерь.
В 1937 году сельские советы деревень Старое Ахпердино, Старые Тойси, села Тойси связали телефонной линией с районным центром.
В Советско-финской войне 1939—1940 гг участвовало 3 человека из деревни: Куколев Николай Харитонович, Кошкин Михаил Архипович, Фёдоров Филипп Прокопьевич.
В Великой Отечественной войне 1941—1945 гг из д. Старое Ахпердино участвовали 226 человек, 104 из них погибло. В разгроме милитаристской Японии участвовали 11 человек.
В 1943 году комсомольца староахпердинского колхоза «РОКК» собрали 300 тысяч рублей для строительства самолётной эскадрильи «Комсомолец Чувашии».
14 августа 1956 года Старое Ахпердино посетил известный чувашский поэт В. Е. Митта (Митта Ваçлейӗ): он ознакомился с работой местного колхоза, беседовал с местными жителями о выращивании кукурузы, построении плотин, записал рассказы о случаях поражения молнией в этой местности.
Уроженцы деревни Антипов Семён Васильевич и Каргин Андрей Михайлович в составе танкистов участвовали в подавлении Венгерской революции.
1959 — деревня вошла в состав колхоза «Гвардеец».
В 1974 году деревня Старое Ахпердино как член коллективного хозяйства, объединявшего несколько деревень, установила дружеские отношения с кооперативом Венгерской народной республики. В июне 1969 года в колхозе «Гвардеец» гостила пионерская делегация из Хевешской области Венгрии. В июле 1976 года лучшие пионеры в том числе из деревни Старое Ахпердино отправлены в составе делегации в сельскохозяйственный кооператив в Поросло (Венгрия). В качестве встречной делегации в деревню из Венгрии приехали венгерские пионеры Янош Алико, Езеф Атилла, Цевек Ирма, Яшкаш Эрзеле, Лайош. В сентябре была отправлена взрослая делегация. В 1978 году с работой и жизнью местных жителей ознакомились агроном Иштван Салои, зоотехник Иштван Ковач, Анна Черче, Ирме Гейде, шофёр Карой Деаки. В мае 1981 приехали Михай Тот, Лайош Антал, Лайош Банреви, Иштван Рутке, Тиборне Тот; в 1983 — Имре Леринц, Шандор Цевек, Варга Иштване, Бела Попов, в 1985 — Иштван Модьорши, Ласло Берталан, Лайош Понуж, Имреке Геци, Лайошне Тот; 1987 — ветврач Шандор Папп, механизатор Ласло Юхас, кладовщик Цевек Юзеев. В 1988 году взаимные делегации были отправлены в последний раз.
8 уроженцев деревни Старое Ахпердино были участниками Афганской войны.
1965 — образование восьмиклассной школы в деревне. 1970 — проложена асфальтовая дорога «Батырево — Старые Тойси», прошедшая через деревню Старое Ахпердино. В 1960-х годах угроза сильнейшей эрозии берега реки Була и перспектива вынужденного переселения близлежащих улиц в ближайшие 10-12 лет вынудила властей и население провести масштабную работу по исправлению и изменению русла реки Була, что было успешно проделано. 1978 — завершение постройки здания староахпердинской восьмилетней школы имени XXVl съезда партии на 320 обучающихся. 1982 — положено начало прямым автобусным рейсам через деревню Старое Ахпердино в районный и республиканский центры. 1984 — открытие детского сада.
В начале 2000-х годов завершена газификация деревни. В 2017 году открылся новый фельдшерско-акушерский пункт, проведён капитальный ремонт местной школы.

## Население
| Численность населения | Численность населения | Численность населения | Численность населения | Численность населения |
| --------------------- | --------------------- | --------------------- | --------------------- | --------------------- |
| Год                   | 2013                  | 2014                  | 2015                  | 2016                  |
| Численность (чел.)    | 773                   | 776                   | 771                   | 757                   |

## Инфраструктура
- Староахпердинская основная общеобразовательная школа: считается, что школа открылась в 1899 году. Однако, в книге краеведа конца XIX века Н. И. Баженова «Статистическое описание соборов, монастырей, приходских и домовых церквей Симбирской губернии», изданной в 1900, предполагаемая школа не указана. Отсутствует какая-либо школа и в списке школ уезда, помещённого в журнале заседаний Буинского земского собрания за 1904 год. Только указано, что намечается открытие школы на 40 учеников в ближайшее время. Школа с 1989 года стала средней.
- Староахпердинский фельдшерско-акушерский пункт: открыт в 1928 году как трахоматозный пункт, с 1949 — фельдшерский пункт, с 1968 — фельдшерско-акушерский пункт. В 2017 году открылся новый модульный ФАП[44].
- Староахпердинский сельский дом культуры: в нынешнем здании был открыт в июле 1970 года. До этого в деревне существовала изба-читальня, со временем преобразованная в сельский клуб. На базе организации не раз проводились мероприятия республиканского масштаба: Всесоюзное совещание комсомольских работников (1970), Всесоюзный слёт передовиков сельского хозяйства (1981), Всероссийский семинар-совещание животноводов, презентация республиканской газеты «Хресчен сасси» и другие.
- Староахпердинская сельская библиотека: открыта в 1977 году.
- OOO «Гвардеец»: организация на материальной основе колхоза «Гвардеец» советских времён, занимающаяся выращиванием зерновых культур[26].

## Транспорт
Между деревней и районным центром селом Батырево курсируют рейсовые автобусы маршрутом «Батырево — Тойси», «Батырево — Татарские Тимяши», «Старые Тойси — Батырево — Чебоксары».

## Улицы
- Восточный переулок;
- Улица Калинина;
- Улица Луговая;
- Улица Наречная;
- Улица Южная[47].

## Крупнейшие семейства
Исходя из родословных списков, в деревне Старое Ахпердино можно выделить следующие фамилии (фамильные кланы), ведущие либо к самим основателям деревни, либо к наиболее ранним — до XX века — переселенцам из иных мест.
Первый клан — семьи Агеевых, Быковых, Зайцевых, Никольских, Капитоновых.
Родоначальниками для всех этих семей являются Сарбай (чув. Сарпай, по крещении — Игнатий), его младший сын Улихван Сарбаев (чув. Сарпай ывăлĕ Улихван), родившийся в 1742 году, с женой Катериной Яковлевой 1743 года рождения, а также старший сын Яков Сарбаев (чув. Сарпай ывăлĕ Якку) с женой Марией Егоровой (оба 1741 года рождения).
Фамильная линия Агеевых пошла от Агия Павлова, родившегося в 1862 году и приходящегося сыном правнука Якова Сарбаева. Жёнами Агия были Матрёна Петрова и Анастасия Трофимова. 
Линия Быковых идет от старшего брата Агия — Николая Павлова, родившегося в 1854 году и впоследствии взявшего в жёны Анисию Павлову и Александру Матвееву.
Отдельной ветвью является семья Зайцевых, ведущая к самому Улихвану Сарбаеву.
Линия Никольских берет начало от Виктора Михайлова, родившегося в 1871 году и приходящегося правнуком Улихвану Сарбаеву. Жену Виктора звали Христина Васильева.
Линия Капитоновых идет от Капитона Федорова, родившегося в 1846 году и приходящегося сыном правнука Улихвану Сарбаеву. Женой Капитону приходилась Пелагея Андреева (1845 года рождения).
Второй клан — семьи Арлановых.
Родоначальниками являются Алубай (чув. Алупай) с сыном Арбаем Алубаевым (чув. Алупай ывӑлӗ Арпай, по крещении — Яков Иванов), жившим с 1707 по 1755 годы.
Третий клан — семьи Бурмисовых.
Основателем клана явился Тобас (чув. Тупас) с сыном Искандером Тобасевым (чув. Тупас ывӑлӗ Искентер, по крещении — Михаил Андреев), родившимся в 1715 году и впоследствии взявшим в жёны Варвару Максимову (1717 года рождения) родом из деревни Яншихово.
Четвертый клан — семьи Волковых.
Родоначальниками являются Ибрай (чув. Ипрай) с сыновьями — Ягункой Ибраевым (чув. Ипрай ывӑлӗ Яхункка, по крещении — Яков Осипов), жившим с 1721 по 1759 годы (жена — Матрёна Михайлова), и Василием Ибраевым (по крещении – Василий Осипов), родившимся в 1735 году и впоследствии взявшим в жёны Дарью Иванову.
Пятый клан — семьи Гавриловых, Кирилловых, Степановых, Плешковых, Белковых, Маркидановых, Михайловых, Максимовых, Киргизовых.
Основателем клана был Убас (чув. Упас) с сыновьями — Атласом Убасовым (чув. Упас ывӑлӗ Атлас, по крещении — Афанасий Ильин), родившимся в 1742 году и впоследствии взявшим в жены Дарью Иванову из села Тойси, и Хомраском Убасовым (чув. Упас ывӑлӗ Хӑмрас, по крещении — Харитон Ильин), родившимся в 1741 году и впоследствии взявшим в жёны Татьяну Антипову из села Новое Ахпердино.
Линия Гавриловых пошла от Гавриила Кириллова, родившегося в 1865 году, и его жён — Анны Михайловой и Марии Ивановой. Атласу Убасову Гавриил приходится сыном правнука.
Также от Гавриила (вернее сказать, от его отца Кирилла Михайлова 1834 года рождения) произошла фамилия Кирилловых.
От Степана Филиппова, жившего с 1887 по 1947 годы, а также его жены Феодосии Калистратовой произошла фамилия Степановых. Отец Степана Филипп (1868 года рождения) приходился младшим братом Гавриилу Кириллову — родоначальнику семейства Гавриловых.
От брака Степана Филиппова со второй своей женой — Ольгой Афанасьевой, а также от брата Степана — Якова Филиппова (чув. Хӗлип ывӑлӗ Лякку), жившего с 1904 по 1949 годы, с женой Анастасией произошли Плешковы.
Линия Белковых пошла от Григория Дмитриева (чув. Мӗтри ывӑлӗ Кӗркури), родившегося в 1862 году, и его сыновей — Тимофея (от первой жены Григория — Ольги Ивановой) и Дмитрия (от второй жены Григория — Перасковы Сергеевой родом из села Тойси). Григорий Дмитриев был сыном правнука Атласа Убасова.
От потомков Степана Петрова (1833 года) — незаконно рождённого сына Варвары Васильевой, которая до того являлась женой рано погибшего Герасима Фёдорова (внука Хомраска Убасова), — произошли Маркидановы.
От потомков Михаила Максимова (1849 года рождения) с женой Евдокией Назаровой, а также их сыновей — Павла и Егора Михайловых (Аксяновых) — произошли Михайловы. Отец Михаила Максим Егоров (1830 года рождения) был первым незаконнорожденным сыном Варвавы Васильевой, о которой речь шла выше. От самого Максима Егорова, в свою очередь, пошла фамильная линия Максимовых.
Линия Киргизовых берёт начало от потомков Прохора Фёдорова, родившегося в 1877 году, а также его жены Афилии Васильевой, родившейся в 1889 году в Булаковском выселке. Прохор Фёдоров был внуком правнука Атласа Убасова.
Шестой клан — семьи Игнатьевых.
Родоначальниками являются Еменей, а также его сын Ураскильда Еменеев (чув. Еменей ывӑлӗ Ураскилт, по крещении — Захар Сергеев), живший с 1714 по 1754 годы и взявший в жены Фёклу Григорьеву 1726 года рождения.
Фамилия произошла от имени Игнатия Егорова, сына правнука Ураскильды Еменеева, родившегося в 1839 году. Отдельная ветвь клана, идущая от некого Луки Тарасовича, жившего с 1908 по 1954 годы, взяла фамилию Арлановых.
Седьмой клан — семьи Каргиных.
Родоначальниками клана являются Илюша (чув. Илюшшӑ) и его сын Савчи Илюшин (чув. Илюшша ывӑлӗ Савчи, по крещении — Савелий Афанасьев), живший с 1710 по 1754 годы, с женой Матреной Алексеевой из деревни Нюргечи.
Восьмой клан — семьи Карягиных.
Род происходит от некого Николая, а также его сына Григория Николаевича, родившегося в 1857 году, с женой Анастасией.
Девятый клан — семьи Кошкиных.
Родоначальниками являются Мурзак (чув. Мурсак), его сын Юван Мурзаков (чув. Мурсак ывӑлӗ Юман, по крещении — Прокопий Иванов), родившийся в 1745 году, и внуки Мурзака — Никита, Иван и Михаил.
Десятый клан — семьи Кудановых, Наумовых, Козловых, Зайцевых.
Родоначальниками являются Яшгильде (чув. Яшкилтей) и его сын Яшпар Яшгильдин (чув. Яшкилтей ывӑлӗ Яшпао, по крещении — Борис Иванов), живший с 1708 по 1752 годы.
Линия Кудановых происходит от потомков внука Яшпара — Ивана Иванова, родившегося в 1768 году, с женой Татьяной (1776 года), и их сыновей — Алексея и Кирилла.
Линия Наумовых происходит от Наума Алексеева — сына правнука Яшпара Яшгильдина, — родившегося в 1820 году.
Линия Козловых происходит от потомков младшего брата Наума Алексеева — Сосипатра Алексеева (1859 года рождения) с жёнами Агриппиной Семёновой и Агапией Ефимовой.
Линия Зайцевых происходит от потомков Фёдора Иванова, родившегося в 1806 году, — сына Ивана Иванова (родоначальника Кудановых).
Одиннадцатый клан — семьи Кузьминых, Ермаковых, Куколевых.
Основатель клана — Кильмей (чув. Килмей) с сыновьями: Пойдором Кильмеевым (чув. Килмей ывӑлӗ Пайтар, по крещении — Иван) 1734 года рождения с женой Дарией Борисовой, Килеем Кильмеевым (чув. Килмей ывӑлӗ Килей, по крещении — Семён) 1741 года рождения, Бикмеем Кильмеевым (чув. Килмей ывӑлӗ Пикмей, по крещении — Егор) 1743 года рождения, а также Бачи Кильмеевым (чув. Килмей ывӑлӗ Пачи) 1748 года рождения.
Линия Кузьминых происходит от Кузьмы Тихонова, родившегося в 1852 году, и его жены Дарьи Петровой.
От отца Кузьмы Тихонова — Тихона Афанасьева 1827 года рождения (сына правнука Пойдора Кильмеева) с женой Перасковой Герасимовой — происходит фамильная линия Ермаковых.
От Леонтия Степанова (1794 года рождения) — правнука Пойдора Кильмеева, — а также его жены Наталии Сидоровой произошли Куколевы.
Двенадцатый клан — семьи Логуновых.
Родоначальниками клана являются: Апанас, его сын Пересс Апанасов (чув. Апанас ывӑлӗ Пӗрес) 1641 года рождения, его внук Петрушка Пересс, его правнуки Бикмурза (чув. Пикмурса) и Илей, сын Бикмурзы — Кильбарус Бикмурзин (чув. чув. Пикмурса ывӑлӗ Килпарӑс, по крещении — Никита Андреев) 1725 года рождения и сын Илея Казандай Илеев (чув. Илей ывӑлӗ Касантай) 1721 года рождения.
Тринадцатый клан — семьи Мышкиных.
Родоначальниками клана являются Токмыш (чув. Тукмӑш) и его сын Токмурза Токмышев (чув. Тукмӑш ывӑлӗ Тукмӑрса), живший с 1706 по 1744 годы.
Четырнадцатый клан — семьи Рыбкиных, Медведевых, Ардюковых.
Родоначальники клана — Альгей (чув. Элкей) и его сын Ухтимер Альгеев (чув. Элкей ывӑлӗ Ухтимер, по крещении — Кондратий Михайлов) 1727 года рождения с жёнами Марфой Родионовой 1738 года рождения и Пигабией Ильметовой (чув. Илмет хӗрӗ Пикепи) 1744 года рождения.
Сын Ухтимера Осип, сын Осипа Кирилл, сын Кирилла Михаил являются общими предками для всех Рыбкиных, Медведевых и Ардюковых. В последней четверти XIX века трое сыновей Михаила — Никита (чув. Мӗкӗте), Алексей (чув. Эçук) и Павел (чув. Вӑрӑм Палюк), — образовав свои семьи, выделились из отчего дома и дали начало трем родственным ветвям Рыбкиных. В XX веке часть семейств Рыбкиных переселилась в Иркутскую область.
От оставшегося с престарелыми родителями старшего сына Михаила – Дмитрия Михайлова (чув. Мӗтри) 1872 года рождения с женой Ольгой Фёдоровой — произошла фамильная линия Медведевых. В XX веке одна ветвь семьи Медведевых переехала в село Сугуты.
Ардюковы произошли от приёмного сына Осипа (сына Ухтимера Альгеева) — Алексея Гаврилова с женой Агафией.
Пятнадцатый клан — семьи Салминых, Антиповых, Андреевых, Васильевых, Корниловых, Кудряыцевых, Мальцевых, Митрофановых, Паввловых, Савельевых, Титовых, Фёдоровых, Шиловых.
Родоначальники — Альмендер чув. Элментер, его сын — Альмет Альмендеров (чув. Элментер ывӑлӗ Элмет), родившийся в 1651 году, с женой Ириной Игнатьевой из села Сугуты, и внуки Альмендера — Тобас (чув. Тупас), Тойбач (чув. Туйпаç) и Ильмет (чув. Илмет).
Две разных ветви Салминых идут от самих Тойбача и Ильмета.
Род Антиповых произошёл от Антипа Александрова — потомка Ильмета Альметова, жившего с 1852 по 1927 годы, — и его жены Акулины Ивановой.
Савельевы свою фамилию получили от имени Савелия Иванова (1829 года рождения) — дяди Антипа Александрова.
От сыновей Антипа — Андрея (1882 года рождения) с женой Анастасией и Василия с женой Фёклой — произошли фамилии Андреевых и Васильевых.
От брата Антипа — Ивана Александрова (1854 года рождения) и его супруги Веры Афанасьевой идёт фамильная линия Мальцевых.
От Корнила Степанова (1811 года рождения), также являвшегося прямым потомком Ильмета, и его жены Настасии произошли Корниловы.
Семья Кудрявцевых произошла от племянника Корнила — Андрея Дмитриева (1842 года рождения) с женой Пелагеей Архиповой.
Митрофановы произошли от племянника Андрея — Митрофана Лаврентьева с женой Еленой Харитоновой.
От двоюродного брата Митрофана — Тита Иванова (1873 года рождения) с женой Дарьей Дмитриевой, жившей с 1871 по 1943 годы, произошли Титовы.
Отдельная от Салминых фамильная линия Павловых пошла от Павла Фёдорова, родившегося в 1874 году, с женой Евдокией Александровой. От родителей Павла — Фёдора Николаева (1852 года рождения) и Александры Егоровой — произошла также фамильная линия Фёдоровых. Шиловы отделились от Салминых во второй четверти XX века: потомки одного из представителей рода приняли фамилию матери.
Шестнадцатый клан — семьи Сеприхановых, Еливановых, Пыркиных и Никитиных.
Родоначальниками клана являются Мурзак Мишкин (чув. Мишка ывӑлӗ Мурсак), живший с 1665 по 1744 годы, и его сыновья Еливан и Бори Мурзаковы (чув. Мурсак ывӑлӗ Еливан, Мурсак ывӑлӗ Пури).
Судя по именам, семейства, принадлежащие к этому клану, дольше всех жителей деревни Старое Ахпердино) сохраняли верность традиционной чувашской религии (до второй половины XIX века): их звали Алендей, Абдельман, Амир, Ахида, Незиба Решидова, Хусейн Решидов, Ильбенес Ахипова, Сильхарина, Фельхарида, Салима, Рехима…
Сеприхановы произошли от Селихана Хусейнова (чув. Хусейн ывӑлӗ Селихан, по крещении — Николай Сергеев), родившегося в 1836 году, и его жены Анисии Игнатьевой. Однако, можно предположить, что фамилия произошла от брата Селихана — Сеприхана Хусейнова.
Еливановы произошли от потомков Павла Кириллова (1838 года рождения) и Татьяны Леонтьевой.
Никитины и Пыркины восходят к потомкам Кириллам Ефремова (1798 года рождения) от двух разных жён — Акулины и Татьяны. Первые получили свою фамилию от имени внука Кирилла — Никиты Михайлова (1852 года рождения).
Семнадцатый клан — семьи Шекеревых.
Основатели клана — Пикмурза (чув. Пикмурса) и его сын Вершей Пикмурзин (чув. Пикмурса ывӑлӗ Вӗрши), живший с 1721 по 1744 годы.

## Известные уроженцы
- Арланов Михаил Михайлович — журналист, член Союза журналистов России, главный редактор издательского дома «Хыпар».
- Каргин Николай Васильевич — передовик сельскохозяйственного производства, Герой Социалистического Труда.
- Карягин Сергей Афанасьевич — журналист, член Союза журналистов России, заслуженный работник культуры РФ.
- Карягин Фёдор Александрович — кандидат географических наук, министр экологии и природных ресурсов ЧР в 1992—1996 годов, профессор ЧГУ.
- Карягина, Марина Фёдоровна — чувашская поэтесса, прозаик, драматург, журналист.
- Пыркин Николай Васильевич — заслуженный работник культуры ЧР (1995).
- Салмин Антон Кириллович — этнолог, религиовед, заслуженный деятель науки ЧР (2015).

## Галерея
- Окраина деревни Старое Ахпердино. Вид с трассы «Батырево — Яльчики»
- Одна из улиц деревни Старое Ахпердино